# 穆瓦龙
穆瓦龙（法語：Moiron，法語發音：[mwaʁɔ̃]）是法国汝拉省的一个市镇，位于该省西部，属于隆斯勒索涅区。

## 地理
穆瓦龙（46°38'17"N, 5°33'44"E）面积1.85 平方千米，位于法国勃艮第-弗朗什-孔泰大區汝拉省，该省份为法国东部内陆省份，北起上索恩省，西北接科多尔省，西临索恩-卢瓦尔省，南至安省，东与杜省和瑞士接壤。
与穆瓦龙接壤的市镇（或旧市镇、城区）包括：蒙泰居、博尔奈、马科尔奈、韦尔南图瓦。

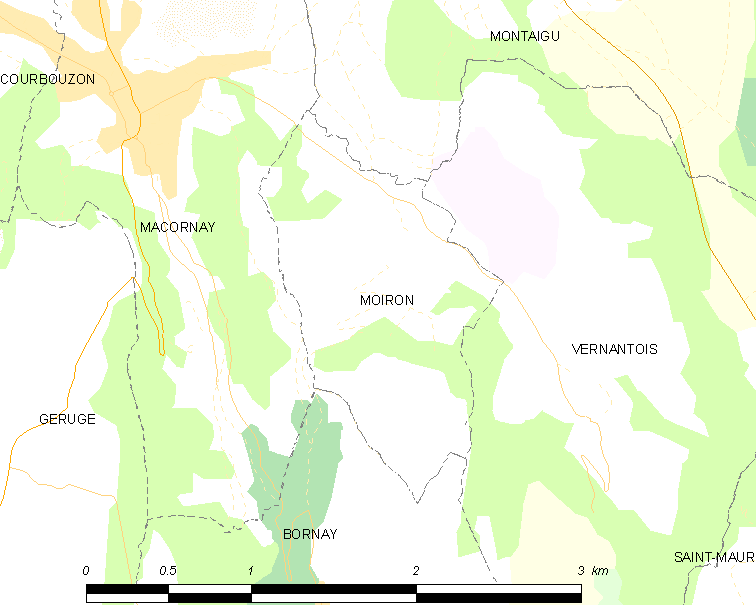
穆瓦龙的OSM定位图

穆瓦龙的时区为UTC+01:00、UTC+02:00（夏令时）。

## 行政
穆瓦龙的邮政编码为39570，INSEE市镇编码为39334。

## 政治
穆瓦龙所属的省级选区为隆斯勒索涅第二县。

## 人口

1962-2008年间穆瓦龙人口变化图示

穆瓦龙于2022年1月1日时的人口数量为133人。